# Montagnes de San Bernardino
Pour les articles homonymes, voir San Bernardino.
Les montagnes de San Bernardino composent une chaîne de montagnes longue de 100 km située au nord-est de Los Angeles, en Californie du Sud, aux États-Unis d'Amérique. La chaîne est séparée des monts San Gabriel à l'ouest par le col Cajon (Cajon Pass), et des monts San Jacinto au sud et au sud-est par le col de Banning (Banning Pass).
La chaîne est bordée au sud par la faille de San Andreas. Ses principaux sommets sont le mont San Gorgonio (3 505 m), plus haut sommet du Sud de l'État, et San Bernardino Mountain (3 311 m). Elle fait presque intégralement partie de la forêt nationale de San Bernardino, et on peut y trouver le lac Big Bear, Crestline et Lake Arrowhead, trois destinations touristiques populaires dans la région de Los Angeles.